# Урбайліс Іван Юрійович
Урбайліс Іван Юрійович (1886 — 5 (18) січня 1918, Умань, Київська губернія, Українська Народна Республіка) — більшовицький діяч, товариш голови більшовицької організації в Умані, голова Уманської Ради робітничих і солдатських депутатів.
Працював друкарем. Член РСДРП з 1912 р.
З червня 1917 — заступник голови, з грудня того ж року — голова Уманської Ради робітничих і солдатських депутатів. Брав у часть у більшовицькому заколоті проти УНР.
5 січня 1918 р. заарештований та розстріляний урядовими військами.
Справа розстрілу Урбайліса та Піонтковського розглядалась на засіданні парламенту УНР 9 січня 1918 р.

## Вшанування пам яті
В Умані є вулиця на його честь та надмогильний памʼятник.